# أندريه لويز دي سوزا سيلفا
أندريه لويز دي سوزا سيلفا (17 سبتمبر 1974 في ريو دي جانيرو في البرازيل – )؛ هو لاعب كرة قدم سابق كان يلعب كلاعب وسط.

## وصلات خارجية
- أندريه لويز دي سوزا سيلفا على موقع رابطة كرة القدم اليابانية للمحترفين (اليابانية)
- أندريه لويز دي سوزا سيلفا على موقع قاعدة بيانات كرة القدم.إي يو (الإنجليزية)
- أندريه لويز دي سوزا سيلفا على موقع Soccerway.com (الإنجليزية)
- أندريه لويز دي سوزا سيلفا على موقع عالم كرة القدم.نت (الإنجليزية)